# Carlo Fontana
Carlo Fontana (ur. 22 kwietnia 1634 lub 1638 w Rancate (obecnie część Mendrisio) albo w Bruciate koło Como, zm. 5 lub 16 lutego 1714 w Rzymie) – włoski architekt epoki baroku, inżynier i autor prac o architekturze Rzymu. 
Po przybyciu do Rzymu, prawdopodobnie ok. 1653 roku, został uczniem Giovanniego Marii Bolino, architekta i inżyniera zajmującego się hydrotechniką. Kolejnymi jego mistrzami byli Pietro da Cortona, któremu Fontana asystował przy renowacji fasady rzymskiego kościoła Matki Bożej Królowej Pokoju, oraz Giovanni Lorenzo Bernini, pod którego kierunkiem Fontana pracował m.in. przy Placu Świętego Piotra oraz wykonywał rysunki projektów. 
Pierwszym samodzielnym projektem Fontany była fasada kościoła św. Faustyna i Jowity (ok. 1664). W latach 1667–1671 wzniesiono zaprojektowany przez niego dla ambasadora Wenecji pałac przy via Rasella. Za czasów Klemensa IX Fontana wygrał konkurs na projekt umocnień przeciwpowodziowych zapobiegających wylewom Tybru.   
Innymi rzymskimi realizacjami Fontany są m.in.: kościół św. Rity, bazylika Dwunastu Apostołów (1702–08), kaplica Sykstusa V w bazylice Matki Bożej Większej, kaplica Ginetti w bazylice św. Andrzeja „della Valle” (1671), kaplica Cibo w bazylice Santa Maria del Popolo (1683–87), kaplica Chrztu w bazylice św. Piotra (1692–98), kaplica Albani w bazylice św. Sebastiana za Murami (1705). Wykonał też projekt jezuickiego sanktuarium Loyola w Hiszpanii.   
W 1667 roku Fontana został wybrany na członka Akademii Świętego Łukasza; w latach 1686 oraz 1693–99 był jej prezydentem.   
Opublikował m.in. pracę o architekturze i budowie Bazyliki św. Piotra Il Tempio Vaticano (1694).   

Jego uczniami byli m.in. Matthäus Daniel Pöppelmann (Niemcy), James Gibbs (Anglia), Filippo Juvarra (Włochy), Johann Lucas von Hildebrandt i Johann Bernhard Fischer von Erlach (Austria).

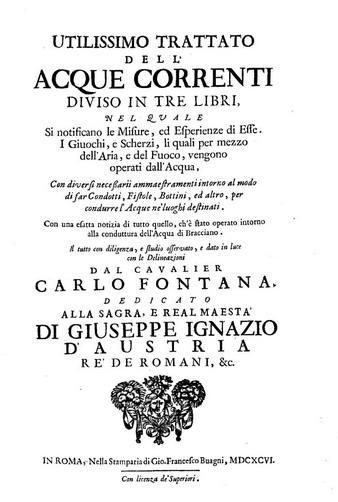
Utilissimo trattato dell'acque correnti (1696)